# Thetford-skatten
Thetford-skatten (engelsk Thetford Hoard eller Thetford Treasure) er et depotfund af romano-britisk metalarbejde, der blev fundet af Arthur og Greta Brooks ved Gallows Hill ved Thetford i Norfolk i England i november 1979.
Fundet består af 23 sølvskeer, tre liturgiske sølvskeer, 22 fingerringe i guld, fire guldarmbånd, fire vedhæng til en halskæde, fem guldkæder, to par hægter fra halskæder, en guldamulet fremstillet som et vedhæng, en indgraveret ædelsten, fire perler (én i emalje og tre af glas) og et bæltespænde i guld, der er dekoreret med en dansende satyr. En lille cylinderformet æske af lerskifer var også en del af fundet. Skatten er dateret til sidste halvdel af 300-tallet.
Fundet er udstillet på British Museum.

## Refernecer
1. ↑  "Gold buckle from the Thetford treasure". British Museum. Arkiveret fra originalen 2010-12-16. Hentet 2010-08-05.